# ゲット・ルース
『ゲット・ルース』（Get Loose）は、アメリカ合衆国の歌手、イヴリン・キングの5枚目のアルバムである。
アルバムは1982年8月11日に発売された。

## 収録曲

### SIDE A
1. ラブ・カム・ダウン(6:08)
カシーフ 作詞・作曲
2. アイ・キャント・スタンド・イット(4:05)
P.L. Jones III. 作詞・作曲
3. シー・ドント・ラブ・ユー(5:05)
カシーフ 作詞・作曲
4. ゲット・ルース(4:51)
P.L. Jones III. 作詞・作曲

### SIDE B
1. バック・トゥ・ラブ(5:17)
カシーフ 作詞・作曲
2. ストップ・ザット(6:37)
P.L. Jones III. 作詞・作曲
3. ゲット・アップ・オフ・ユア・ラブ(4:38)
P.L. Jones III.、Sonny Moore 作詞・作曲
4. アマミクの珠(4:36)
B. Wyrick 作詞・作曲

## クレジット
- Produced by Morrie Brown for Mighty M. Productions ⁄ Assistant Producers・Kashif and Paul Lawrance Jones, III. MADE IN U.S.A[2]